# Canadian Women’s Hockey League
Die Canadian Women’s Hockey League (CWHL) war eine der beiden höchsten Fraueneishockey-Ligen in Kanada. Die Liga wurde 2007 gegründet und umfasste in der Saison 2018/19 sechs Mannschaften, davon vier aus Kanada, eine aus Boston in den Vereinigten Staaten und eine aus der Volksrepublik China.
Im Gegensatz zur National Women’s Hockey League (NWHL) in den USA war die CWHL bis 2017 eine semi-professionelle Liga ohne Spielergehälter, hatte aber langfristig das Ziel, zur Profiliga zu werden. Ab 2017 erhielten die Spielerinnen der CWHL erstmals Gehaltszahlungen. Am 31. März 2019 gab die Liga die Einstellung ihres Betriebs bekannt.

## Geschichte

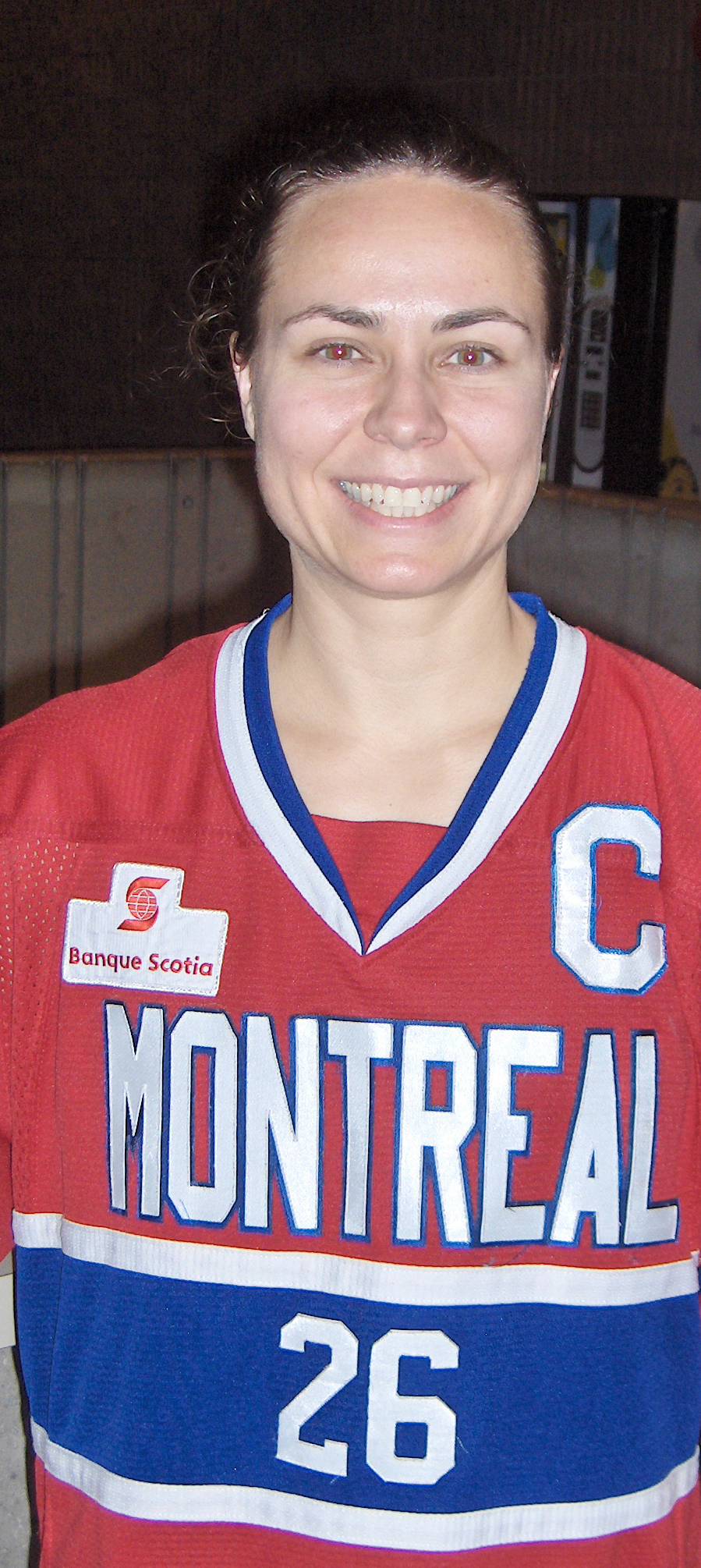
Lisa-Marie Breton war eine der Initiatorinnen der CWHL

In Kanada stellte die höchste Spielklasse im Fraueneishockey, die damalige National Women’s Hockey League, nach Ende der Saison 2006/07 ihren Spielbetrieb ein. Im Anschluss wurde auf Initiative einiger Spielerinnen wie Jennifer Botterill und Lisa-Marie Breton eine neue Liga ins Leben gerufen, die als Canadian Women’s Hockey League in der Folgesaison mit sieben Mannschaften hauptsächlich aus dem Osten Kanadas ihren Spielbetrieb aufnahm. Dabei wurden alle Teams von der Liga selbst finanziert, die für Reisekosten, die Miete der Eishallen und die Trikots aufkam. Die Gelder wurden zunächst zu gleichen Teilen an die sieben Mannschaften verteilt.
Im Jahr 2010 hielt die CWHL erstmals einen Entry Draft ab, bei dem die Klubs Spielerinnen aus ihrer Region auswählen konnten, die noch keine volle Saison in der Liga gespielt hatten. Nachdem einige kanadische Mannschaften in den ersten Saisons den Spielbetrieb aufgegeben hatten, nahm die CWHL in der Saison 2012/13 mit den Boston Blades ihr erstes Team aus den Vereinigten Staaten auf. Zeitgleich schlossen die Toronto Maple Leafs und die Calgary Flames aus der National Hockey League Partnerschaften mit den CWHL-Teams aus ihren Städten ab. Am 13. Dezember 2014 veranstaltete die Liga ihr erstes All-Star-Game im Air Canada Centre in Toronto, das von 6.850 Zuschauern besucht wurde.
Im Rahmen des NHL Winter Classic 2016 kam es zu einem Vergleich zwischen dem CWHL-Club Les Canadiennes de Montréal und dem NWHL-Club Boston Pride. 2017 wurde die neu gegründete Frauenmannschaft des chinesischen KHL-Clubs Kunlun Red Star sowie die Vanke Rays, ebenfalls aus China, aufgenommen. Im Zuge der Liga-Erweiterung wurde zudem erstmals ein Gehaltssystem für die Spielerinnen eingeführt, wobei das Gehalt pro Saison zwischen 2.000 und 10.000 US-Dollar liegt und der Salary Cap bei 100.000 US-Dollar pro Team liegt. Darüber hinaus erhielten einzelne Spielerinnen der chinesischen Klubs Gehälter als sogenannte Eishockey-Botschafterinnen, die deutlich oberhalb des CWHL-Gehaltsniveaus lagen.

## Modus
Die sechs Mannschaften tragen in der regulären Saison je 30 Spiele aus. In den anschließenden Play-offs im Modus Best of Three trifft die punktbeste Mannschaft auf die viertbeste, und die Zweitplatzierten treffen auf die Drittplatzierten. Die Sieger beider Serien spielen den Meister aus. Bis 2011 spielten die besten Mannschaften der CWHL-Play-offs gemeinsam mit einem Vertreter der Western Women’s Hockey League um den Clarkson Cup, das Äquivalent zum Stanley Cup im Fraueneishockey. Seit die WWHL ihren Spielbetrieb faktisch eingestellt hat, wird der Clarkson Cup direkt dem Sieger der CWHL-Play-offs verliehen.

## Teilnehmer

### Mannschaften 2018/19
| Team                        | Ort                      | seit | Halle                              | CWHL-Titel | Clarkson Cups |
| --------------------------- | ------------------------ | ---- | ---------------------------------- | ---------- | ------------- |
| Worcester Blades            | Worcester, Massachusetts | 2012 | Fidelity Bank Worcester Ice Center | 2          | 2             |
| Markham Thunder             | Markham, Ontario         | 2007 | Thornhill Community Centre         | 2          | 2             |
| Calgary Inferno             | Calgary, Alberta         | 2012 | Canadian Winter Sport Institute    | –          | 1             |
| Les Canadiennes de Montréal | Montréal, Québec         | 2007 | Centre Étienne Desmarteau          | 2          | 4             |
| Toronto Furies              | Toronto, Ontario         | 2011 | MasterCard Centre                  | 1          | 1             |
| Shenzhen KRS Vanke Rays     | Shenzhen, Guangdong      | 2017 | Shenzhen Dayun Arena               | –          | –             |

### Ehemalige Mannschaften
- Burlington Barracudas (Burlington, Ontario), 2007–2012
- Mississauga Chiefs (Mississauga, Ontario), 2007–2010
- Ottawa Lady Senators (Ottawa, Ontario), 2007–2010
- Phénix de Québec (Québec, Québec), 2007–2008
- Toronto Aeros (Toronto, Ontario), 2010–2011
- Vaughan Flames (Vaughan, Ontario), 2007–2010

## Meister
- 2007/08: Brampton Thunder – Mississauga Chiefs 4:3 n. V.
- 2008/09: Montréal Stars
- 2009/10: kein Meister 1
- 2010/11: Montréal Stars – Toronto Aeros 5:0
- 2011/12: Montréal Stars – Brampton Thunder 4:2
- 2012/13: Boston Blades – Montréal Stars 5:2
- 2013/14: Toronto Furies – Boston Blades 1:0 n. V.
- 2014/15: Boston Blades – Montréal Stars 3:2 n. V.
- 2015/16: Calgary Inferno  – Les Canadiennes de Montréal 8:3
- 2016/17:  Les Canadiennes de Montréal – Calgary Inferno 3:1
- 2017/18:  Markham Thunder – Kunlun Red Star 2:1 n. V.